# Carpomys melanurus
Carpomys melanurus  (Thomas, 1895) è un roditore della famiglia dei Muridi diffuso sull'isola di Luzon, nelle Filippine.

## Descrizione

### Dimensioni
Roditore di medie dimensioni, con la lunghezza della testa e del corpo di 197 mm, la lunghezza della coda tra 180 e 211 mm, la lunghezza del piede tra 32 e 34 mm, la lunghezza delle orecchie di 20 mm e un peso fino a 185 g.

### Aspetto
La pelliccia è soffice, densa e lanosa. La testa è larga ed ottusa. Le parti superiori sono fulvo scure con riflessi neri, mentre le parti ventrali sono bianco-giallastre, con la base dei peli grigia. Sono presenti degli anelli più scuri intorno agli occhi. Le orecchie sono densamente ricoperte di peli e nere.  Il dorso delle zampe è bruno-argentato mentre le dita sono bianche. La coda è più lunga della testa e del corpo, densamente ricoperta di peli nero brillanti, più lunghi e dello stesso colore del dorso nel primo quarto.

## Biologia

### Comportamento
È una specie notturna e arboricola.

### Alimentazione
Si nutre principalmente di semi.

## Distribuzione e habitat
Questa specie è endemica delle zone montagnose della parte settentrionale dell'isola di Luzon, nelle Filippine.
Vive nelle foreste muschiose tra 2.200 e 2.300 metri di altitudine.

## Conservazione
La IUCN Red List, considerato che non ci sono informazioni recenti sull'areale e lo stato della popolazione, classifica C.melanurus come specie con dati insufficienti (DD).